# Pavel Loukota
Pavel Loukota (* 12. března 1951) je bývalý československý fotbalista, obránce.

## Fotbalová kariéra
V československé lize hrál za Bohemians Praha. Nastoupil ve 34 ligových utkáních. V Poháru UEFA nastoupil ve 2 utkáních. V nižších soutěžích hrál i za Viktorii Žižkov.

## Ligová bilance
| Ročník                                   | Zápasy | Góly | Klub            |
| ---------------------------------------- | ------ | ---- | --------------- |
| 1. československá fotbalová liga 1973/74 | 19     | 0    | Bohemians Praha |
| 1. československá fotbalová liga 1974/75 | 5      | 0    | Bohemians Praha |
| 1. československá fotbalová liga 1975/76 | 10     | 0    | Bohemians Praha |
| Česká národní fotbalová liga 1978/79     | –      | –    | Viktoria Žižkov |
| CELKEM 1. liga                           | 34     | 0    |                 |